# 徳島県立富岡東中学校・高等学校
徳島県立富岡東中学校・高等学校（とくしまけんりつ とみおかひがしちゅうがっこう ・ こうとうがっこう）は、徳島県阿南市領家町にある公立中学校・高等学校（中高一貫校）。
2003年度より3年間学力向上フロンティアハイスクールに指定されていた。羽ノ浦町に羽ノ浦校もある。愛称は「富東」（とみひがし）。

## 高等学校の設置学科
- 全日制課程
  - 普通科
  - 商業科
  - 看護科
- 定時制課程
  - 普通科

## 沿革
- 1912年（明治45年）3月19日 - 徳島県那賀郡立那賀実科高等女学校として開校。
- 1921年（大正10年）4月13日 - 徳島県立富岡高等女学校と改称。
- 1948年（昭和23年）4月31日[要検証 – ノート] - 学制改革により徳島県立富岡高等女学校を廃止し、徳島県富岡第二高等学校を開設。
- 1949年（昭和24年）3月31日 - 高等学校再編成により徳島県富岡東高等学校と改称。
- 1956年（昭和31年）4月1日 - 徳島県立富岡東高等学校と改称。
- 1968年（昭和43年）3月30日 - 校舎を現在地に移転。
- 1970年（昭和45年）4月1日 - 学科再編により本校普通科の生徒募集を停止し、商業科、専攻科（衛生看護科）を新設。
- 1983年（昭和58年）4月1日 - 学科再編により普通科を新設し、家庭科の生徒募集を停止。
- 2008年（平成20年）3月末 - 新校舎完成。
- 2010年（平成22年）4月1日 - 徳島県立富岡東中学校を併設。

## 現況
県南部の県立高等学校。通学圏は、県南部（小松島市、阿南市、海部郡）が中心である。

## 部活
体育系部活動には全国大会の常連校として有名な部が多い。特に女子剣道部は全国有数の強豪校として名を馳せている。女子バレーボール部も春の高校バレーや高校総体に出場している。他に近年全国大会に出場を果たした部は、バスケット部・ソフトテニス部・陸上部等（共に女子部）・軟式野球部などがある。

## 学園祭
- 「富東祭」と呼ばれ、毎年三日間行われる。うち一日に体育祭が含まれる。

## 同窓会
琴江同窓会が設立されている。
卒業時に永年会費として4000円が徴収されることとなっている。
平成29年11月4日、東京琴江同窓会設立総会が東京都内の「第一ホテル東京」にて開催された。
総会は、阿南市長、県議会議員をはじめ7名の来賓の他、昭和26年卒から昨年度卒業生した平成29年卒までの幅広い年代の東京琴江同窓会会員39名、同窓会事務局より6名、計52名の参加があった。

## 著名な卒業生
- 岩原紗也香（競輪実況アナウンサー。元競輪選手。登録番号015500。剣道部）
- 土橋優貴（元サッカー選手）
- 山岡五月（元バスケットボール選手）
- 藤井香苗（バスケットボール選手）
- 近藤紗奈（元バスケットボール選手）
- 奥原左智（バスケットボール選手）
- 小川かず子（元バレーボール選手）
- 椿本真恵（元バレーボール選手）
- 田中宣宗（ミュージカル俳優）
- ルサンチマン浅川（お笑い芸人）
- 岩佐義弘（阿南市長）